# エリカ・アンギャル
エリカ・アンギャル（Erica Angyal、1969年5月13日 - )は、オーストラリア出身の栄養コンサルタント。
2004年から8年間ミス・ユニバース・ジャパン公式栄養コンサルタントとして、知花くらら（2006年世界2位）、森理世（2007年世界1位）をはじめ、 世界一の美女を目指すファイナリストたちに「美しくなる食生活」を指南した。著書は累計63万部を越え、メディアや講演会を通じて食生活の大切さ、和食の素晴らしさ、ポジティブでいるためのメンタルコントロール方法などを伝えている。2015年からはNHK WORLDの医療情報番組「Medical Frontiers」（メディカルフロンティア）のプレゼンターを務め、日本の最新医療や食生活を世界に向けて英語で発信している。

## 著書

### 日本発売
- 「スーパーモデルの食卓」（2019年1月/宝島社）
- 「ラブダイエット」（2017年10月/幻冬舎）
- 「和食の食べ方を知れば、女性はもっと美しくなれる」（学研プラス/2017年6月）
- 「SUPER BEAUTY SWEETS」（小学館/2015年7月）
- 「自信という最上のドレスの手に入れ方 〜それは小さな積み重ね〜」（幻冬舎/2014年7月）
- 「グルテンフリーダイエット」 （ポプラ社/2013年4月）
- 「30日で生まれ変わる美女ダイエット」 （幻冬舎/2012年3月）
- 「美女の血液型別お弁当BOOK」 （主婦と生活社/2011年11月）
- 「美女の血液型BOOK」 （主婦と生活社/2011年3月）
- 「世界一の美女になるダイエットバイブル」 （幻冬舎/2009年12月）
- 「世界一の美女になるダイエット」 （幻冬舎/2009年4月）
- 「“世界一美しい”A 型美女になる方法」 （主婦と生活社/2008年12月）

### 海外発売
- Gorgeous Skin for Teens（アレン＆アンウィン社/2008年9月）
- Gorgeous Skin in 30 Days（オーストラリア・アシェット・リーブル社/2005年9月）